# Pio Manzù
Pio Manzù (pseudonimo di Pio Manzoni) (Bergamo, 2 marzo 1939 – Brandizzo, 26 maggio 1969) è stato un designer italiano.

## Biografia
Figlio del celebre scultore Giacomo e della prima moglie Antonia "Tina" Oreni, Pio Manzù completò gli studi liceali classici per poi trasferirsi alla Hochschule für Gestaltung di Ulm, con lo scopo di specializzarsi nel disegno industriale, sotto la guida del designer e filosofo argentino Tomás Maldonado.
Dopo la laurea, nel 1964, realizzò una serie di progetti per oggetti d'arredo e iniziò a collaborare con varie pubblicazioni internazionali, producendo articoli e disegni aventi per tema dominante il design automobilistico. Contemporaneamente continuò a frequentare la scuola di Ulm in qualità di assistente.
Nel 1965, con Fritz Bob Busch e Michael Conrad, Manzù diede vita al gruppo progettuale Autonova le cui teorie e realizzazioni, improntate a un design fortemente relazionato alla conoscenza scientifica dei materiali e dei processi industriali, vennero subito notate dall'ingegner Dante Giacosa della FIAT nonché dai dirigenti di varie industrie tedesche e italiane del settore automobilistico, quali NSU, Glas, Pirelli, Recaro, VDO e BASF.

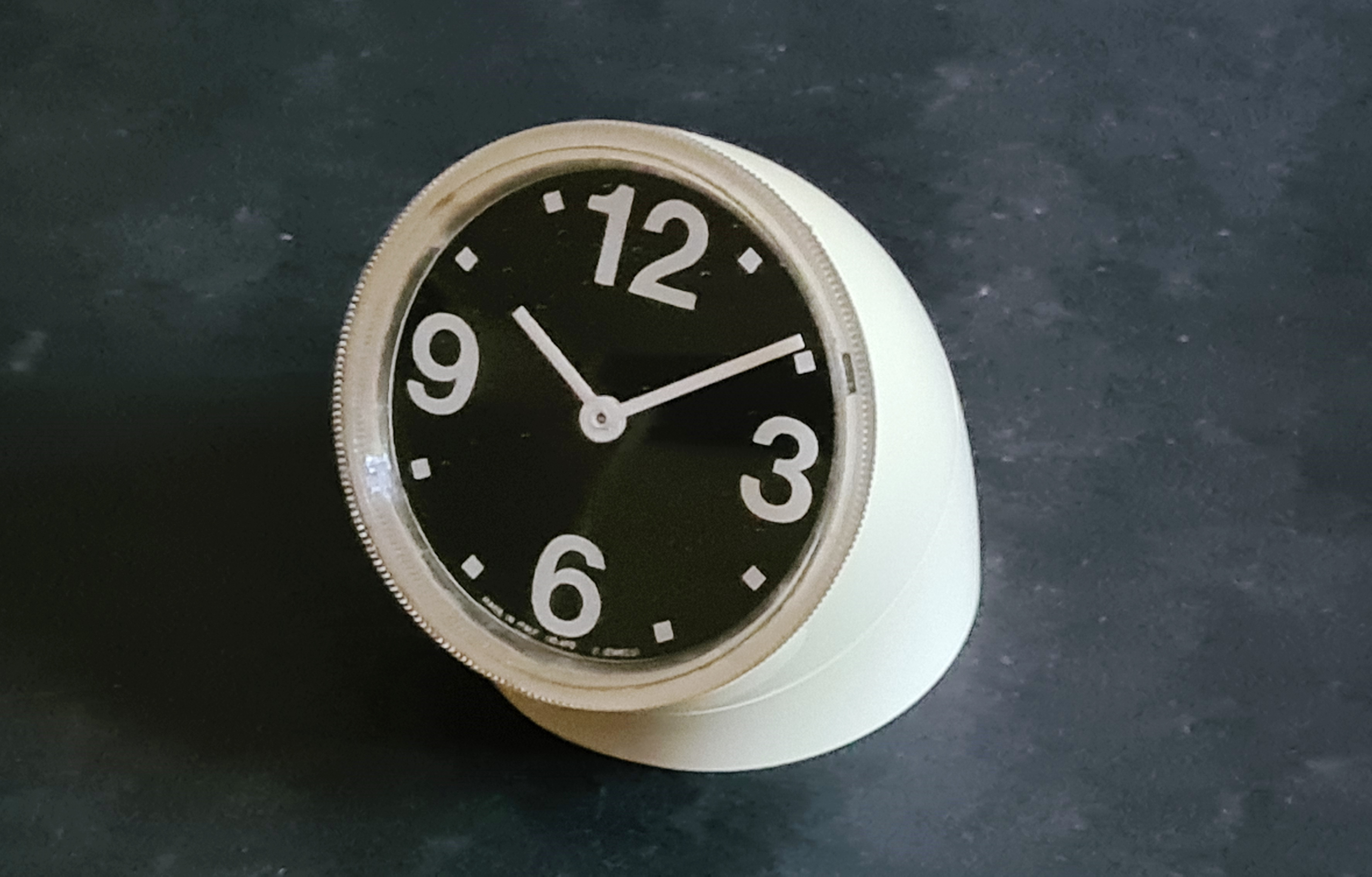
Ritz Italora Cronotime (1966)

Altre realizzazioni che portano la firma del designer lombardo furono nel campo dell'oggettistica da arredamento. Si ricordano l'orologio da scrivania Cronotime per Ritz Italora (successivamente Alessi), il portaoggetti da scrivania per Kartell e la lampada Parentesi per FLOS, ideata insieme ad Achille Castiglioni nel 1969.
La collaborazione con queste importanti aziende, assieme al supporto della carrozzeria torinese Sibona & Basano, porterà alla realizzazione dei prototipi Autonova Fam, su meccanica Glas 1004, e Autonova GT, basata sulle NSU Prinz 1000 TT e Ro 80.
La cooperazione col Centro Stile Fiat, pur auspicata da Giacosa, fu inizialmente avversata dall'atteggiamento diffidente della casa torinese nei confronti delle consulenze esterne, dalle quali si temeva un'insufficiente conoscenza dei processi di industrializzazione del prodotto. La prima esperienza, tuttavia, portò all'esecuzione di una concept car destinata all'uso di taxi, realizzata nel 1968 su meccanica 850 e con soluzioni tecniche e stilistiche d'avanguardia, che fondeva le sperimentazioni di Autonova; la City Taxi, una sorta di utilitaria multispazio ante litteram, non entrò in produzione ma fornì la base sulla quale, pochi anni dopo, venne sviluppata la citycar erede della storica 500, la 126.

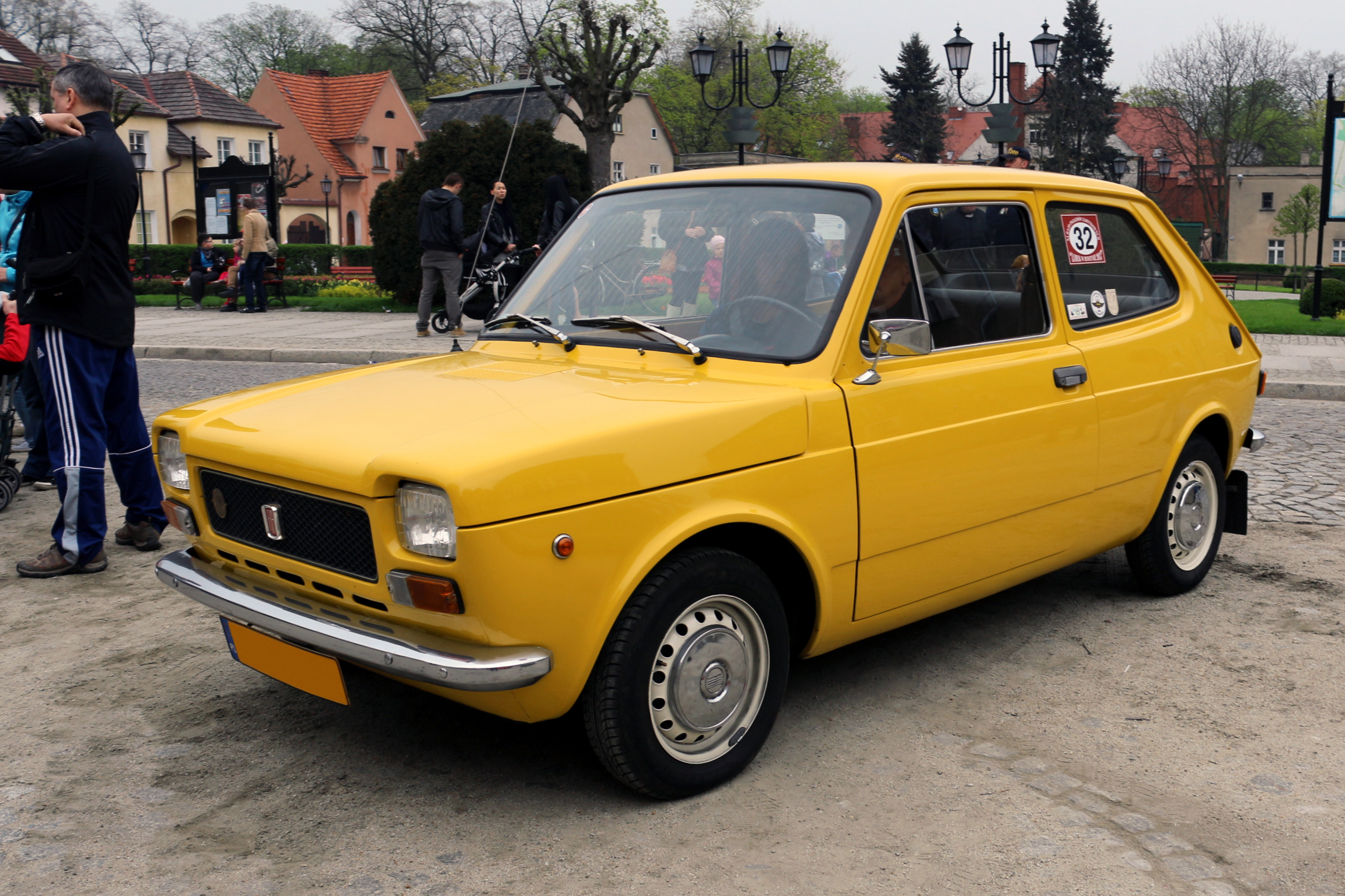
Fiat 127 (1971)

La prova d'esordio convinse Giacosa ad affidargli, nello stesso anno, lo studio stilistico della 127, una nuova vettura destinata a rivoluzionare il concetto di "auto popolare" e divenirne il modello di riferimento per la produzione mondiale negli anni 1970. Pio Manzù non vide mai il suo progetto realizzato: infatti, mentre si recava alla presentazione della maquette definitiva alla dirigenza torinese, nel maggio del 1969 rimase vittima di un incidente stradale sulla "Torino-Milano", nei pressi del casello di Brandizzo, uscendo di strada con la 500 della moglie, probabilmente per un colpo di sonno; estratto ancora vivo dalle lamiere, ma in gravi condizioni, spirò in ambulanza.
Sempre nel 1969 Manzù fu l'unico giurato non francese inserito dal Musée des Arts Décoratifs nella commissione per la scelta delle autovetture da esporre nella mostra "Bolide Design" da allestire al Louvre, ma anche in questo caso non riuscì a vedere il frutto dei suoi sforzi.

## Pio Manzù nei musei
- Galleria d'arte moderna e contemporanea a Bergamo
- Pinakothek der Moderne a Monaco di Baviera